# Вулиця Сергія Колоса
Ву́лиця Сергі́я Ко́лоса — вулиця в Солом'янському районі міста Києва, селище Жуляни. Пролягає від вулиці Михайла Максимовича до Кільцевої дороги.
Прилучаються вулиці Григорія Гуляницького, Шкільна, Вчительська, Морських Піхотинців, Князів Ґедиміновичів, Стадіонна, Лугова, Українських повстанців, Набережна, Шевченка, Садова, Скіфська, Київська та провулок Павла Лі.

## Історія
Основна частина вулиці зафіксована ще на картах Київської губернії 1860-х років та 1891 року, називалася, ймовірно, за назвою одного з кутків села, через які проходила (Греківщина, Командирівщина, Лушпіївщина). Не раніше 1930-х років була перейменована на вулицю Леніна на честь російського політичного діяча Володимира Ульянова (Леніна). 
У грудні 2014 — лютому 2015 року Київська міська державна адміністрація провела громадське обговорення щодо перейменування вулиці на честь Кахи Бендукідзе. Пізніше було запропоновано інший варіант перейменування вулиці.
Сучасна назва на честь українського художника та мистецтвознавця Сергія Колоса — з 2016 року.

## Установи та заклади
- № 48 — школа № 279
- № 167 — дошкільний навчальний заклад № 211